# Гордон, Лалонде
Лалонде Гордон (англ. Lalonde Gordon, род. 25 ноября 1988 года) — легкоатлет из Тринидада и Тобаго, который специализируется в беге на 400 метров. Бронзовый призёр Олимпийских игр 2012 года на дистанции 400 метров (44,52) и в эстафете 4×400 м. Бронзовый призёр чемпионата мира в помещении 2012 года в эстафете 4×400 метров. Выступал на чемпионате мира 2013 года в Москве на дистанции 200 метров, но не смог выйти в финал.

## Личная жизнь
С 7 лет живёт в Нью-Йорке, в районе Куинс.